# Help! Help!
Pour plus de détails, voir Fiche technique et Distribution.
Help! Help! est un film muet américain réalisé par Mack Sennett, sorti en 1912.

## Fiche technique
- Format : Noir et blanc - Muet
- Date de sortie : 
  - États-Unis : 11 avril 1912

## Distribution
- Fred Mace : M. Suburbanite
- Mabel Normand : Mme Suburbanite
- Dell Henderson : travailleur de bureau
- Edward Dillon : travailleur de bureau
- Alfred Paget : un cambrioleur
- W.C. Robinson : un cambrioleur
- Frank Evans : conducteur de la voiture